# Sloknunneört
Sloknunneört (Corydalis pumila) är en art i familjen vallmoväxter. Det är ört med blekt rödvioletta blommor. 

## Kännetecken
Sloknunneört är lågväxt och flerårig. Den har fåblommiga klasar till skillnad från stor nunneört som har mångblommiga klasar. Den blommar i april-maj.

## Bygdemål
| Namn      | Trakt   | Referens |
| --------- | ------- | -------- |
|           |         |          |
| Gullhanar | Uppland | [ 1 ]    |